# Ken Shellito
Kenneth John Shellito, más conocido como Ken Shellito (Londres, Inglaterra, 19 de abril de 1940-Inanam, Malasia, 31 de octubre de 2018) fue un futbolista británico que jugó como defensa en el Chelsea FC durante toda su carrera.

## Selección nacional
Fue internacional con la selección de fútbol de Inglaterra en una ocasión y sin haber marcado un solo gol. Debutó el 29 de mayo de 1963, en un encuentro amistoso ante la selección de Checoslovaquia que finalizó con marcador de 4:2 a favor de los ingleses.

## Clubes

### Profesional
| Club       | País       | Año       |
| ---------- | ---------- | --------- |
| Chelsea FC | Inglaterra | 1959-1969 |

## Palmarés

### Campeonatos nacionales
| Título              | Club       | País       | Año     |
| ------------------- | ---------- | ---------- | ------- |
| Football League Cup | Chelsea FC | Inglaterra | 1964-65 |